# Galleria Nazionale d'Arte Moderna
Galleria Nazionale d'Arte Moderna e Contemporanea (hr. „Nacionalna galerija moderne i suvremene umjetnosti”) je umjetnička galerija u Rimu, koja je orijentirana prvenstveno modernoj umjetnosti.
Muzej moderne umjetnosti je smješten na adresi Via delle Belle Arti 113, nasuprot velikog parka Ville Borghese. 

## Povijest
Muzej je smješten u zgradi Palače likovnih umjetnosti (Palazzo delle Belle Arti) koju je dizajnirao arhitekt Cesare Bazzani u neorenesansnom stilu, a izgrađena je od 1911. do 1915. god. Na pročelju se nalaze frizovi kipara kao što su Ermenegildo Luppi, Adolfo Laurenti i Giovanni Prini, te četiri figure Slave koje drže brončane vijence, koje su izveli Adolfo Pantaresi i Albino Candoni.
Muzej je proširio Bazzani 1934., te švicarska arhitektonska tvrtka Diener & Diener 2000. godine.

## Kolekcija
Galleria Nazionale d'Arte Moderna e Contemporanea posjeduje oko 4.400 slika i skulptura, te oko 13.000 crteža i nacrta mnogih umjetnika, koji su djelovali od početka 19. do konca 20. st. Kolekcija od 1.100 djela je predstavljena u 55 prostorija muzejaU muzejskoj umjetničkoj zbirci su uglavnom djela talijanskih umjetnika kao što su: Antonio Canova, Giorgio de Chirico, Giacomo Balla, Umberto Boccioni, Amedeo Modigliani, Giacomo Manzù i Lucio Fontana, ali također i znatan broj djela stranih umjetnika kao što su: Auguste Rodin,Claude Monet, Vincent van Gogh, Paul Cézanne, Edgar Degas, Marcel Duchamp i Jackson Pollock.
Muzeju pripadaju i Muzej primijenjenih umjetnosti Boncompagni Ludovisi, Muzej Hendrika C. Andersena, Raccoltà Manzù i Muzej Mario Praz.
- Cezarova smrt (Vincenzo Camuccini) oko 1805.
- Sicilijanska večernja (Francesco Hayez)
- Rimski Forum (Jean Faure) 1835.
- U studiju  (Antonio Mancini) oko 1875.
- Stefano Ussi, Molitva u pustinji, 1876.
- Raffaele Faccioli, Tužno putovanje, 1882.
- Vodonoša Santa Lucije, (Vincenzo Caprile) 1884.
- Giuseppe Verdi s cilindrom (Giovanni Boldini) 1886.
- Mladi seljak, (Vincent van Gogh)
- Pigmalion i Galatea (Giulio Bargellini ) 1896.
- Gorgona i heroji, (Giulio Aristide Sartorio) oko 1897.
- Le Cabanon de Jourdan (Paul Cézanne) 1906.
- Umberto Boccioni, Antigrazioso, oko 1913.
- Lopoči (Monet) (Claude Monet) 1916.-19.
- Tri razdoblja žene (Gustav Klimt)
- Piet Mondrian, Kompozicija A, 1920.

## Vanjske poveznice
- http://www.gnam.beniculturali.it/  Arhivirana inačica izvorne stranice od 10. srpnja 2015. (Wayback Machine)